# Skjaldmö

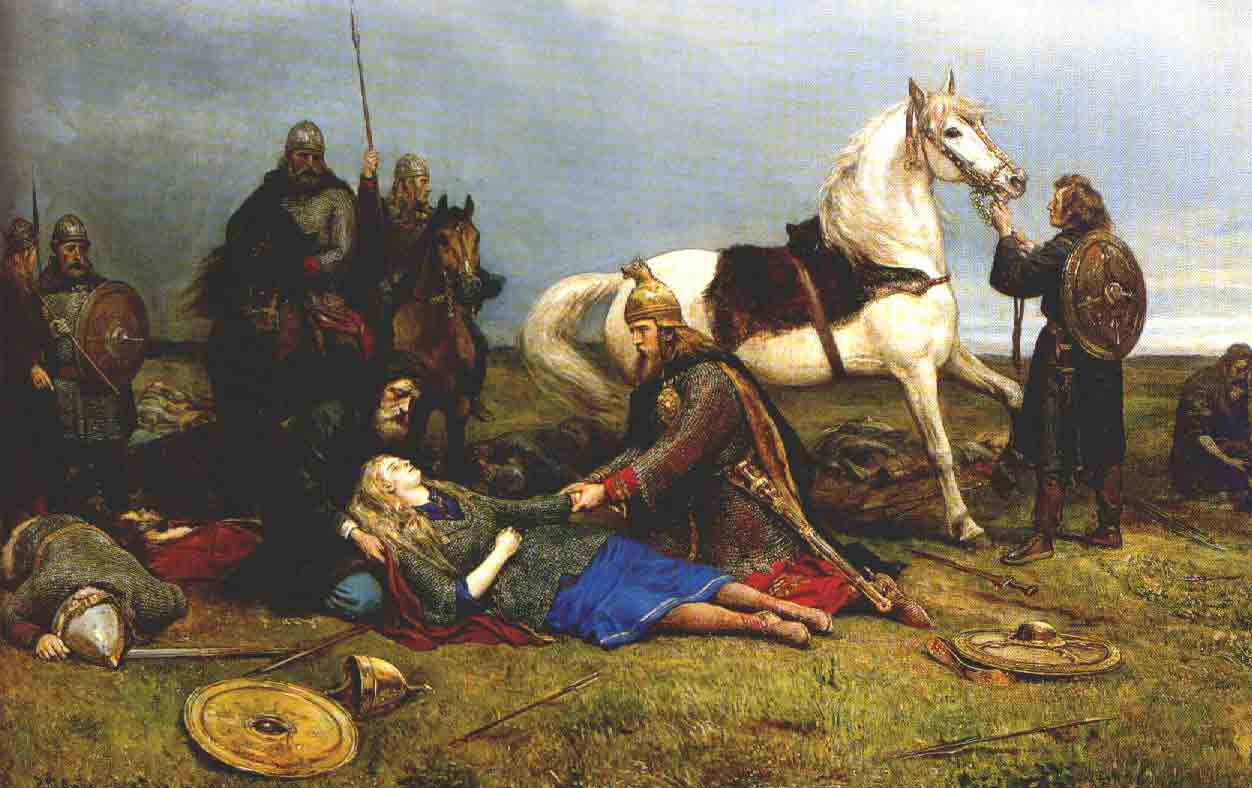
La Mort de la skjaldmö Hervor.
(œuvre de Peter Nicolai Arbo).

La skjaldmö est un terme en vieux norrois (skjald : « bouclier » en français) qui désigne une jeune femme guerrière armée d'un bouclier dans la mythologie nordique. Le mythe de la walkyrie est fondé sur l'épopée des skjaldmös. Les skjaldmös ne sont pas sans rappeler le mythe grec des amazones.
La Saga de Hervor et du roi Heidrekr décrit ces femmes combattantes et notamment l'héroïne de cette saga, Hervor et sa mort.
La Gesta Danorum (la Geste des Danois) raconte le déroulement de la bataille de Brávellir au cours de laquelle plusieurs centaines de skjaldmös participèrent au combat.
Les femmes guerrières skjaldmös apparaissent également dans les récits légendaires chez les Goths, les Cimbres et les Marcomans.

## Récits historiques

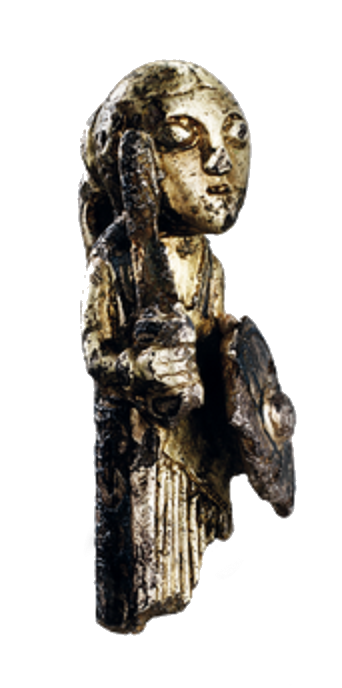
Statuette viking en argent d'une Valkyrie.

L'historien byzantin Jean Skylitzès indique que les femmes ont combattu dans les troupes de Sviatoslav Ier lors de la campagne militaire de Bulgarie en 971. Lors de la bataille de Dorystolon, les soldats furent étonnés de découvrir sur le champ de bataille les cadavres de nombreuses femmes armées.
Freydis Eiriksdottir, fille d'Erik le Rouge et sœur de Leif Eriksson, est également une de ces figures féminines guerrières, en ayant notamment combattue les « Skrælings » au Vinland.

## Récits légendaires
Plusieurs skjaldmös sont mentionnées dans les sagas nordiques, comme Brunehilde dans la Volsunga saga, Hervor (en) dans la Saga de Hervor et du roi Heidrekr, la princesse Brynhild dans la Saga de Bósi et Herraud, la princesse suédoise Thornbjörg dans Hrólfs saga Gautrekssonar (en) et Veborg dans la Gesta Danorum.

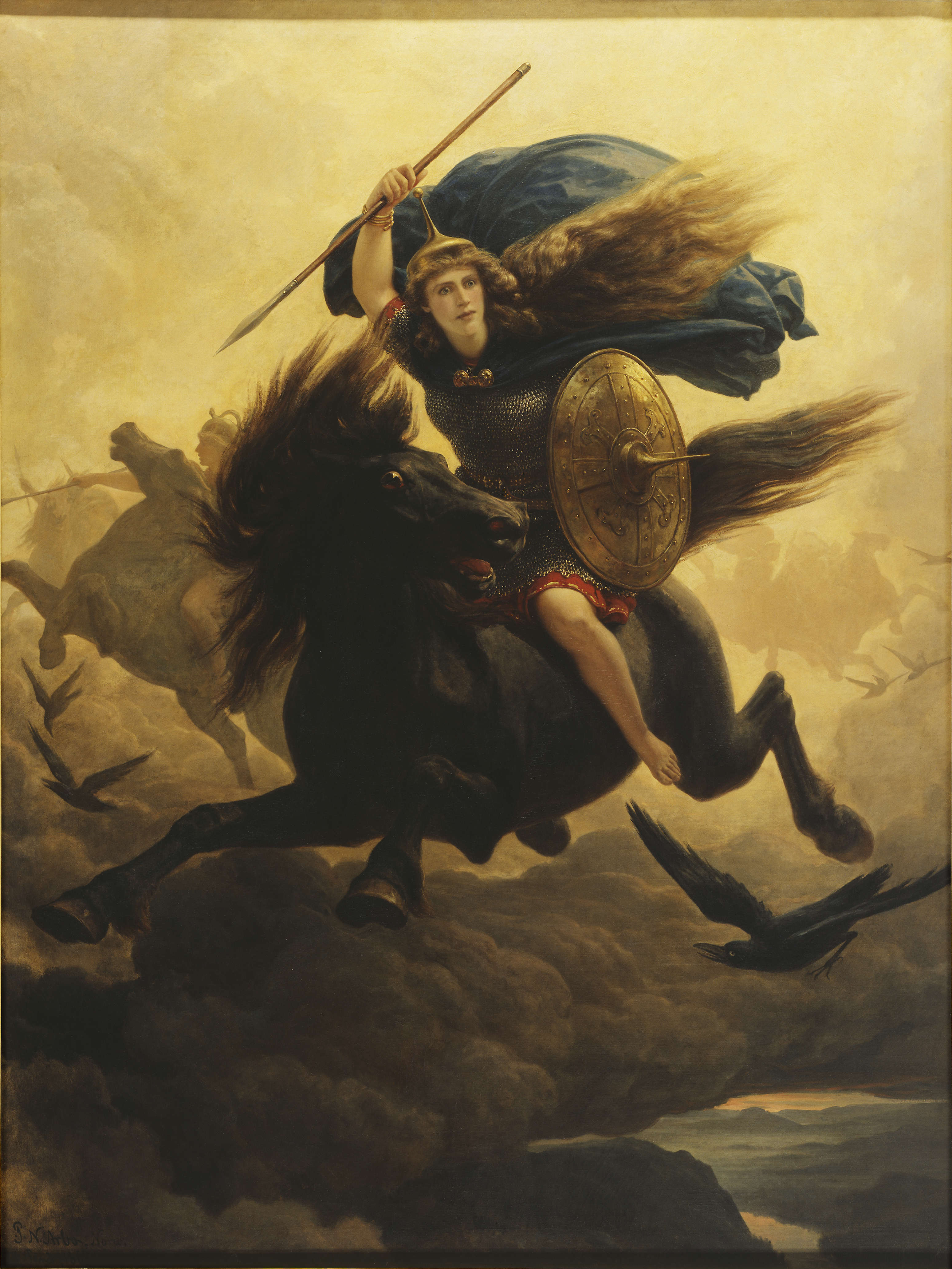
Une skjaldmö walkyrie.

Selon Saxo Grammaticus, 300 skjaldmös combattirent aux côtés des Danois à la Bataille de Brávellir, en 750. Il mentionne également Lagertha qui combattit aux côtés de Ragnar Lodbrok et l'aida à gagner la bataille en conduisant personnellement une attaque astucieuse sur le flanc des ennemis.
La Grœnlendinga saga décrit une redoutable guerrière viking du nom de Freydis Eiriksdottir. Elle était la fille d'Erik le Rouge et la sœur de Leif Eriksson. Lors d'un séjour au Vinland, elle aurait brandi une épée, seins nus, en avançant vers les Amérindiens menaçants qui auraient fui, effrayés par cette femme téméraire et gesticulante.
Deux skjaldmös apparaissent dans certaines traductions de la Saga de Hervor et du roi Heidrekr. La première des deux, Hervor, était connue pour avoir revêtu des rôles typiquement masculins dès l'enfance et pour avoir volé des voyageurs dans les bois habillée comme tel. Plus tard, elle prit Tyrfing, l'épée maudite, de la tombe de son père, la réclamant comme héritage, et devint pirate. Puis elle se maria et arrêta ses activités. Sa petite-fille portait le même nom et commanda des troupes contre les Huns. Bien que la saga mentionne son courage, elle fut mortellement blessée par les ennemis et mourut sur le champ de bataille.
Selon Judith Jesch et Jenny Jochens, les destins souvent funestes des skjaldmös ou leur retour à des rôles typiquement féminins sont un testament de leur rôle comme figures à la fois masculines et féminines, tout comme le fait d'abandonner la différenciation des genres.

## Œuvres de fiction
- Dans la série Vikings diffusée depuis 2013, la légendaire skjaldmö Lagertha, jouée par l'actrice Katheryn Winnick, est l'un des principaux personnages.
- Dans les livres du Seigneur des Anneaux de JRR Tolkien, les skaldmö ont inspiré les guerrières du royaume du Rohan, dont fait partie le personnage d'Eowyn, appelées shieldmaidens en anglais.
- Dans la série du Trône de Fer de GRR Martin, les piqueuses (spearwives en anglais) du Peuple Libre, dont fait partie le personnage d'Ygritte, sont des guerrières vaguement inspirées des skjaldmö, armées de lances au lieu de boucliers.
- Dans le jeu Northgard, le clan de l'Ours possède deux unités exclusives: l'ours cuirassé et la Skjaldmö, qui remplace le chef de guerre habituel.
- Dans la bande dessinée Brunelle et Colin, le personnage d'Yglinga, qui donne son nom au deuxième épisode de la série, est inspirée des guerrières nordiques.

## En français
Il n'existe pas de traduction française officielle du terme skjaldmö.  
- Dans la traduction de Francis Ledoux du Seigneur des Anneaux, le terme anglais shieldmaiden est traduit par vierge guerrière, et dans celle de Daniel Lauzon par fille guerrière aux trois premières occurrences et guerrière à la quatrième.
- Dans la série Vikings, le terme choisi en français est guerrière au bouclier.